# Flandern runt 2023
Flandern runt 2023 var den 107:e upplagan av det belgiska cykelloppet Flandern runt. Tävlingen avgjordes den 2 april 2023 med start i Brygge och målgång i Oudenaarde. Loppet var en del av UCI World Tour 2023 och vanns av slovenska Tadej Pogačar från cykelstallet UAE Team Emirates.
Filip Maciejuk orsakade en allvarlig masskrock under den första delen av loppet och blev omedelbart diskvalificerad.

## Deltagande lag
| WorldTeams (18)- AG2R Citroën Team - Alpecin-Deceuninck - Astana Qazaqstan Team - Bahrain Victorious - Bora-Hansgrohe - Cofidis - EF Education-EasyPost - Groupama-FDJ - Ineos Grenadiers - Intermarché-Circus-Wanty - Jumbo-Visma - Movistar Team - Soudal Quick-Step - Arkéa-Samsic - Team DSM - Team Jayco AlUla - Trek-Segafredo - UAE Team Emirates ProTeams (7)- Bingoal WB - Israel-Premier Tech - Lotto Dstny - Q36.5 Pro Cycling Team - Team Flanders-Baloise - TotalEnergies - Uno-X Pro Cycling Team |
| |

## Resultat
| \| Totaltävlingen \| Totaltävlingen \| Totaltävlingen \| Totaltävlingen \| Totaltävlingen \| \| Cyklist \| Cyklist \| Lag \| Tid \| \| \| -------------- \| -------------------- \| ---------------------- \| -------------- \| -------------- \| \| 1. \| Tadej Pogačar \| UAE Team Emirates \| 6t 12' 07" \| \| \| 2. \| Mathieu van der Poel \| Alpecin-Deceuninck \| + 16" \| \| \| 3. \| Mads Pedersen \| Trek-Segafredo \| + 1' 12" \| \| \| 4. \| Wout van Aert \| Jumbo-Visma \| + 1' 12" \| \| \| 5. \| Neilson Powless \| EF Education-EasyPost \| + 1' 12" \| \| \| 6. \| Stefan Küng \| Groupama-FDJ \| + 1' 12" \| \| \| 7. \| Kasper Asgreen \| Soudal Quick-Step \| + 1' 12" \| \| \| 8. \| Fred Wright \| Bahrain Victorious \| + 1' 12" \| \| \| 9. \| Matteo Jorgenson \| Movistar Team \| + 1' 19" \| \| \| 10. \| Matteo Trentin \| UAE Team Emirates \| + 2' 49" \| \| \| 11. \| Nathan Van Hooydonck \| Jumbo-Visma \| + 3' 12" \| \| \| 12. \| Florian Vermeersch \| Lotto Dstny \| + 3' 31" \| \| \| 13. \| Tiesj Benoot \| Jumbo-Visma \| + 5' 12" \| \| \| 14. \| Christophe Laporte \| Jumbo-Visma \| + 5' 16" \| \| \| 15. \| Mikkel Bjerg \| UAE Team Emirates \| + 5' 16" \| \| \| 16. \| Benoît Cosnefroy \| AG2R Citroën Team \| + 5' 16" \| \| \| 17. \| Anthony Turgis \| TotalEnergies \| + 6' 04" \| \| \| 18. \| Alexander Kristoff \| Uno-X Pro Cycling Team \| + 6' 09" \| \| \| 19. \| John Degenkolb \| Team DSM \| + 6' 09" \| \| \| 20. \| Nils Politt \| Bora-Hansgrohe \| + 6' 09" \| \| |                      |                        |            |
| |                      |                        |            |
| Källa: ProCyclingStats |                      |                        |            |
| Totaltävlingen |                      |                        |            |
| Cyklist | Cyklist              | Lag                    | Tid        |
| 1. | Tadej Pogačar        | UAE Team Emirates      | 6t 12' 07" |
| 2. | Mathieu van der Poel | Alpecin-Deceuninck     | + 16"      |
| 3. | Mads Pedersen        | Trek-Segafredo         | + 1' 12"   |
| 4. | Wout van Aert        | Jumbo-Visma            | + 1' 12"   |
| 5. | Neilson Powless      | EF Education-EasyPost  | + 1' 12"   |
| 6. | Stefan Küng          | Groupama-FDJ           | + 1' 12"   |
| 7. | Kasper Asgreen       | Soudal Quick-Step      | + 1' 12"   |
| 8. | Fred Wright          | Bahrain Victorious     | + 1' 12"   |
| 9. | Matteo Jorgenson     | Movistar Team          | + 1' 19"   |
| 10. | Matteo Trentin       | UAE Team Emirates      | + 2' 49"   |
| 11. | Nathan Van Hooydonck | Jumbo-Visma            | + 3' 12"   |
| 12. | Florian Vermeersch   | Lotto Dstny            | + 3' 31"   |
| 13. | Tiesj Benoot         | Jumbo-Visma            | + 5' 12"   |
| 14. | Christophe Laporte   | Jumbo-Visma            | + 5' 16"   |
| 15. | Mikkel Bjerg         | UAE Team Emirates      | + 5' 16"   |
| 16. | Benoît Cosnefroy     | AG2R Citroën Team      | + 5' 16"   |
| 17. | Anthony Turgis       | TotalEnergies          | + 6' 04"   |
| 18. | Alexander Kristoff   | Uno-X Pro Cycling Team | + 6' 09"   |
| 19. | John Degenkolb       | Team DSM               | + 6' 09"   |
| 20. | Nils Politt          | Bora-Hansgrohe         | + 6' 09"   |

## Startlista
| Alpecin-Deceuninck ADC | Alpecin-Deceuninck ADC     | Alpecin-Deceuninck ADC |
| ---------------------- | -------------------------- | ---------------------- |
| #                      | Cyklist                    | Placering              |
| 1                      | Mathieu van der Poel (NED) | 2.                     |
| 2                      | Silvan Dillier (SUI)       | 80.                    |
| 3                      | Maurice Ballerstedt (GER)  | DNF                    |
| 4                      | Michael Gogl (AUT)         | DNF                    |
| 5                      | Søren Kragh Andersen (DEN) | DNF                    |
| 6                      | Gianni Vermeersch (BEL)    | 30.                    |
| 7                      | Xandro Meurisse (BEL)      | 54.                    |

| Jumbo-Visma TJV | Jumbo-Visma TJV            | Jumbo-Visma TJV |
| --------------- | -------------------------- | --------------- |
| #               | Cyklist                    | Placering       |
| 11              | Wout van Aert (BEL)        | 4.              |
| 12              | Edoardo Affini (ITA)       | DNF             |
| 13              | Tiesj Benoot (BEL)         | 13.             |
| 14              | Christophe Laporte (FRA)   | 14.             |
| 15              | Tim van Dijke (NED)        | 42.             |
| 16              | Tosh Van der Sande (BEL)   | DNF             |
| 17              | Nathan Van Hooydonck (BEL) | 11.             |

| UAE Team Emirates UAD | UAE Team Emirates UAD      | UAE Team Emirates UAD |
| --------------------- | -------------------------- | --------------------- |
| #                     | Cyklist                    | Placering             |
| 21                    | Tadej Pogačar (SLO)        | 1.                    |
| 22                    | Rui Oliveira (POR)         | 58.                   |
| 23                    | Sjoerd Bax (NED)           | 68.                   |
| 24                    | Mikkel Bjerg (DEN)         | 15.                   |
| 25                    | Vegard Stake Laengen (NOR) | 69.                   |
| 26                    | Matteo Trentin (ITA)       | 10.                   |
| 27                    | Tim Wellens (BEL)          | DNF                   |

| AG2R Citroën Team ACT | AG2R Citroën Team ACT   | AG2R Citroën Team ACT |
| --------------------- | ----------------------- | --------------------- |
| #                     | Cyklist                 | Placering             |
| 31                    | Greg Van Avermaet (BEL) | 62.                   |
| 32                    | Benoît Cosnefroy (FRA)  | 16.                   |
| 33                    | Stan Dewulf (BEL)       | 48.                   |
| 34                    | Lawrence Naesen (BEL)   | DNF                   |
| 35                    | Oliver Naesen (BEL)     | 40.                   |
| 36                    | Pierre Gautherat (FRA)  | DNF                   |
| 37                    | Damien Touzé (FRA)      | 91.                   |

| Lotto Dstny LTD | Lotto Dstny LTD          | Lotto Dstny LTD |
| --------------- | ------------------------ | --------------- |
| #               | Cyklist                  | Placering       |
| 41              | Caleb Ewan (AUS)         | DNF             |
| 42              | Sébastien Grignard (BEL) | DNF             |
| 43              | Jasper De Buyst (BEL)    | DNF             |
| 44              | Arjen Livyns (BEL)       | 35.             |
| 45              | Frederik Frison (BEL)    | 34.             |
| 46              | Brent Van Moer (BEL)     | DNF             |
| 47              | Florian Vermeersch (BEL) | 12.             |

| Trek-Segafredo TFS | Trek-Segafredo TFS             | Trek-Segafredo TFS |
| ------------------ | ------------------------------ | ------------------ |
| #                  | Cyklist                        | Placering          |
| 51                 | Jasper Stuyven (BEL)           | 26.                |
| 52                 | Emīls Liepiņš (LAT) (landsväg) | 71.                |
| 53                 | Daan Hoole (NED)               | 61.                |
| 54                 | Alex Kirsch (LUX)              | DNF                |
| 55                 | Mads Pedersen (DEN)            | 3.                 |
| 56                 | Edward Theuns (BEL)            | 44.                |
| 57                 | Mathias Vacek (CZE)            | 65.                |

| Ineos Grenadiers IGD | Ineos Grenadiers IGD   | Ineos Grenadiers IGD |
| -------------------- | ---------------------- | -------------------- |
| #                    | Cyklist                | Placering            |
| 61                   | Tom Pidcock (GBR)      | 52.                  |
| 62                   | Kim Heiduk (GER)       | DNF                  |
| 63                   | Jhonatan Narváez (ECU) | 25.                  |
| 64                   | Ben Turner (GBR)       | DNF                  |
| 65                   | Luke Rowe (GBR)        | 95.                  |
| 66                   | Magnus Sheffield (USA) | 28.                  |
| 67                   | Connor Swift (GBR)     | 90.                  |

| Soudal Quick-Step SOQ | Soudal Quick-Step SOQ             | Soudal Quick-Step SOQ |
| --------------------- | --------------------------------- | --------------------- |
| #                     | Cyklist                           | Placering             |
| 71                    | Julian Alaphilippe (FRA)          | 51.                   |
| 72                    | Kasper Asgreen (DEN)              | 7.                    |
| 73                    | Davide Ballerini (ITA)            | 56.                   |
| 74                    | Tim Merlier (BEL) (landsväg)      | 43.                   |
| 75                    | Yves Lampaert (BEL)               | 41.                   |
| 76                    | Florian Sénéchal (FRA) (landsväg) | DNF                   |
| 77                    | Tim Declercq (BEL)                | DNF                   |

| Team Jayco AlUla JAY | Team Jayco AlUla JAY   | Team Jayco AlUla JAY |
| -------------------- | ---------------------- | -------------------- |
| #                    | Cyklist                | Placering            |
| 81                   | Michael Matthews (AUS) | DNF                  |
| 82                   | Luke Durbridge (AUS)   | DNF                  |
| 83                   | Luka Mezgec (SLO)      | DNF                  |
| 84                   | Kelland O'Brien (AUS)  | 72.                  |
| 85                   | Blake Quick (AUS)      | DNF                  |
| 86                   | Elmar Reinders (NED)   | 46.                  |
| 87                   | Zdeněk Štybar (CZE)    | 75.                  |

| EF Education-EasyPost EFE | EF Education-EasyPost EFE   | EF Education-EasyPost EFE |
| ------------------------- | --------------------------- | ------------------------- |
| #                         | Cyklist                     | Placering                 |
| 91                        | Julius van den Berg (NED)   | 74.                       |
| 92                        | Jens Keukeleire (BEL)       | 53.                       |
| 93                        | Owain Doull (GBR)           | 33.                       |
| 94                        | Mikkel Frølich Honoré (DEN) | 39.                       |
| 95                        | Thomas Scully (NZL)         | DNF                       |
| 96                        | Neilson Powless (USA)       | 5.                        |
| 97                        | Jonas Rutsch (GER)          | 29.                       |

| Bahrain Victorious TBV | Bahrain Victorious TBV | Bahrain Victorious TBV |
| ---------------------- | ---------------------- | ---------------------- |
| #                      | Cyklist                | Placering              |
| 101                    | Matej Mohorič (SLO)    | DNF                    |
| 102                    | Nikias Arndt (GER)     | DNF                    |
| 103                    | Kamil Gradek (POL)     | DNF                    |
| 104                    | Filip Maciejuk (POL)   | DSQ                    |
| 105                    | Andrea Pasqualon (ITA) | 36.                    |
| 106                    | Dušan Rajović (SRB)    | DNF                    |
| 107                    | Fred Wright (GBR)      | 8.                     |

| Intermarché-Circus-Wanty ICW | Intermarché-Circus-Wanty ICW | Intermarché-Circus-Wanty ICW |
| ---------------------------- | ---------------------------- | ---------------------------- |
| #                            | Cyklist                      | Placering                    |
| 111                          | Biniam Girmay (ERI)          | DNF                          |
| 112                          | Sven Erik Bystrøm (NOR)      | 31.                          |
| 113                          | Aimé De Gendt (BEL)          | DNF                          |
| 114                          | Dries De Pooter (BEL)        | 79.                          |
| 115                          | Baptiste Planckaert (BEL)    | DNF                          |
| 116                          | Laurenz Rex (BEL)            | 49.                          |
| 117                          | Taco van der Hoorn (NED)     | DNF                          |

| Team DSM DSM | Team DSM DSM              | Team DSM DSM |
| ------------ | ------------------------- | ------------ |
| #            | Cyklist                   | Placering    |
| 121          | John Degenkolb (GER)      | 19.          |
| 122          | Pavel Bittner (CZE)       | 82.          |
| 123          | Nils Eekhoff (NED)        | DNF          |
| 124          | Leon Heinschke (GER)      | DNF          |
| 125          | Alexander Edmondson (AUS) | 83.          |
| 126          | Tim Naberman (NED)        | DNF          |
| 127          | Kevin Vermaerke (USA)     | DNF          |

| Bora-Hansgrohe BOH | Bora-Hansgrohe BOH           | Bora-Hansgrohe BOH |
| ------------------ | ---------------------------- | ------------------ |
| #                  | Cyklist                      | Placering          |
| 131                | Shane Archbold (NZL)         | DNF                |
| 132                | Patrick Gamper (AUT)         | DNF                |
| 133                | Marco Haller (AUT)           | DNF                |
| 134                | Nils Politt (GER) (landsväg) | 20.                |
| 135                | Jordi Meeus (BEL)            | DNF                |
| 136                | Danny van Poppel (NED)       | DNF                |
| 137                | Jonas Koch (GER)             | 76.                |

| Astana Qazaqstan Team AST | Astana Qazaqstan Team AST        | Astana Qazaqstan Team AST |
| ------------------------- | -------------------------------- | ------------------------- |
| #                         | Cyklist                          | Placering                 |
| 141                       | Igor Chzhan (KAZ) (landsväg)     | DNF                       |
| 142                       | Yevgeniy Gidich (KAZ) (landsväg) | DNF                       |
| 143                       | Martin Laas (EST)                | DNF                       |
| 144                       | Yevgeniy Fedorov (KAZ)           | 63.                       |
| 145                       | Dmitriy Gruzdev (KAZ)            | DNF                       |
| 146                       | Nurbergen Nurlykhassym (KAZ)     | DNF                       |
| 147                       | Gleb Siritsa                     | 73.                       |

| Cofidis COF | Cofidis COF            | Cofidis COF |
| ----------- | ---------------------- | ----------- |
| #           | Cyklist                | Placering   |
| 151         | Piet Allegaert (BEL)   | 45.         |
| 152         | Wesley Kreder (NED)    | DNF         |
| 153         | Christophe Noppe (BEL) | 77.         |
| 154         | André Carvalho (POR)   | DNF         |
| 155         | Alexis Renard (FRA)    | DNF         |
| 156         | Axel Zingle (FRA)      | 38.         |
| 157         | Max Walscheid (GER)    | 55.         |

| Israel-Premier Tech IPT | Israel-Premier Tech IPT | Israel-Premier Tech IPT |
| ----------------------- | ----------------------- | ----------------------- |
| #                       | Cyklist                 | Placering               |
| 161                     | Dylan Teuns (BEL)       | 37.                     |
| 162                     | Guillaume Boivin (CAN)  | 93.                     |
| 163                     | Jens Reynders (BEL)     | DNF                     |
| 164                     | Hugo Houle (CAN)        | 66.                     |
| 165                     | Krists Neilands (LAT)   | DNF                     |
| 166                     | Tom Van Asbroeck (BEL)  | 23.                     |
| 167                     | Sep Vanmarcke (BEL)     | 24.                     |

| Q36.5 Pro Cycling Team Q36 | Q36.5 Pro Cycling Team Q36 | Q36.5 Pro Cycling Team Q36 |
| -------------------------- | -------------------------- | -------------------------- |
| #                          | Cyklist                    | Placering                  |
| 171                        | Jack Bauer (NZL)           | DNF                        |
| 172                        | Filippo Colombo (SUI)      | 50.                        |
| 173                        | Alessandro Fedeli (ITA)    | DNF                        |
| 174                        | Nicolò Parisini (ITA)      | DNF                        |
| 175                        | Kamil Małecki (POL)        | DNF                        |
| 176                        | Antonio Puppio (ITA)       | 92.                        |
| 177                        | Nickolas Zukowsky (CAN)    | DNF                        |

| Arkéa-Samsic ARK | Arkéa-Samsic ARK      | Arkéa-Samsic ARK |
| ---------------- | --------------------- | ---------------- |
| #                | Cyklist               | Placering        |
| 181              | Hugo Hofstetter (FRA) | 86.              |
| 182              | Jenthe Biermans (BEL) | DNF              |
| 183              | David Dekker (NED)    | DNF              |
| 184              | Matis Louvel (FRA)    | 27.              |
| 185              | Daniel McLay (GBR)    | 96.              |
| 186              | Mathis Le Berre (FRA) | 94.              |
| 187              | Clément Russo (FRA)   | 81.              |

| Groupama-FDJ GFC | Groupama-FDJ GFC       | Groupama-FDJ GFC |
| ---------------- | ---------------------- | ---------------- |
| #                | Cyklist                | Placering        |
| 191              | Stefan Küng (SUI)      | 6.               |
| 192              | Lewis Askey (GBR)      | 32.              |
| 193              | Kevin Geniets (LUX)    | DNF              |
| 194              | Olivier Le Gac (FRA)   | 60.              |
| 195              | Fabian Lienhard (SUI)  | 78.              |
| 196              | Valentin Madouas (FRA) | DNF              |
| 197              | Samuel Watson (GBR)    | 67.              |

| Movistar Team MOV | Movistar Team MOV         | Movistar Team MOV |
| ----------------- | ------------------------- | ----------------- |
| #                 | Cyklist                   | Placering         |
| 201               | Iván García Cortina (ESP) | 21.               |
| 202               | Juri Hollmann (GER)       | DNF               |
| 203               | Johan Jacobs (SUI)        | 88.               |
| 204               | Matteo Jorgenson (USA)    | 9.                |
| 205               | Oier Lazkano (ESP)        | DNF               |
| 206               | Iván Romeo (ESP)          | DNF               |
| 207               | Mathias Norsgaard (DEN)   | 57.               |

| TotalEnergies TEN | TotalEnergies TEN            | TotalEnergies TEN |
| ----------------- | ---------------------------- | ----------------- |
| #                 | Cyklist                      | Placering         |
| 211               | Peter Sagan (SVK) (landsväg) | DNF               |
| 212               | Edvald Boasson Hagen (NOR)   | DNF               |
| 213               | Paul Ourselin (FRA)          | DNF               |
| 214               | Thomas Bonnet (FRA)          | DNF               |
| 215               | Sandy Dujardin (FRA)         | 70.               |
| 216               | Anthony Turgis (FRA)         | 17.               |
| 217               | Dries Van Gestel (BEL)       | 22.               |

| Bingoal WB BWB | Bingoal WB BWB                 | Bingoal WB BWB |
| -------------- | ------------------------------ | -------------- |
| #              | Cyklist                        | Placering      |
| 221            | Guillaume Van Keirsbulck (BEL) | 47.            |
| 222            | Floris De Tier (BEL)           | 85.            |
| 223            | Dimitri Peyskens (BEL)         | DNF            |
| 224            | Alexis Guérin (FRA)            | DNF            |
| 225            | Julian Mertens (BEL)           | 64.            |
| 226            | Ludovic Robeet (BEL)           | DNF            |
| 227            | Luca Van Boven (BEL)           | 89.            |

| Team Flanders-Baloise TFB | Team Flanders-Baloise TFB | Team Flanders-Baloise TFB |
| ------------------------- | ------------------------- | ------------------------- |
| #                         | Cyklist                   | Placering                 |
| 231                       | Vito Braet (BEL)          | 59.                       |
| 232                       | Alex Colman (BEL)         | DNF                       |
| 233                       | Sander De Pestel (BEL)    | DNF                       |
| 234                       | Lindsay De Vylder (BEL)   | DNF                       |
| 235                       | Jenno Berckmoes (BEL)     | DNF                       |
| 236                       | Gilles De Wilde (BEL)     | DNF                       |
| 237                       | Ward Vanhoof (BEL)        | DNF                       |

| Uno-X Pro Cycling Team UXT | Uno-X Pro Cycling Team UXT            | Uno-X Pro Cycling Team UXT |
| -------------------------- | ------------------------------------- | -------------------------- |
| #                          | Cyklist                               | Placering                  |
| 241                        | Alexander Kristoff (NOR)              | 18.                        |
| 242                        | Martin Bugge Urianstad (NOR)          | DNF                        |
| 243                        | Kristoffer Halvorsen (NOR)            | DNF                        |
| 244                        | William Blume Levy (DEN)              | 84.                        |
| 245                        | Erik Nordsæter Resell (NOR)           | DNF                        |
| 246                        | Louis Bendixen (DEN)                  | DNF                        |
| 247                        | Rasmus Fossum Tiller (NOR) (landsväg) | 87.                        |

| Alpecin-Deceuninck ADC | Alpecin-Deceuninck ADC     | Alpecin-Deceuninck ADC |
| ---------------------- | -------------------------- | ---------------------- |
| #                      | Cyklist                    | Placering              |
| 1                      | Mathieu van der Poel (NED) | 2.                     |
| 2                      | Silvan Dillier (SUI)       | 80.                    |
| 3                      | Maurice Ballerstedt (GER)  | DNF                    |
| 4                      | Michael Gogl (AUT)         | DNF                    |
| 5                      | Søren Kragh Andersen (DEN) | DNF                    |
| 6                      | Gianni Vermeersch (BEL)    | 30.                    |
| 7                      | Xandro Meurisse (BEL)      | 54.                    |

| Jumbo-Visma TJV | Jumbo-Visma TJV            | Jumbo-Visma TJV |
| --------------- | -------------------------- | --------------- |
| #               | Cyklist                    | Placering       |
| 11              | Wout van Aert (BEL)        | 4.              |
| 12              | Edoardo Affini (ITA)       | DNF             |
| 13              | Tiesj Benoot (BEL)         | 13.             |
| 14              | Christophe Laporte (FRA)   | 14.             |
| 15              | Tim van Dijke (NED)        | 42.             |
| 16              | Tosh Van der Sande (BEL)   | DNF             |
| 17              | Nathan Van Hooydonck (BEL) | 11.             |

| UAE Team Emirates UAD | UAE Team Emirates UAD      | UAE Team Emirates UAD |
| --------------------- | -------------------------- | --------------------- |
| #                     | Cyklist                    | Placering             |
| 21                    | Tadej Pogačar (SLO)        | 1.                    |
| 22                    | Rui Oliveira (POR)         | 58.                   |
| 23                    | Sjoerd Bax (NED)           | 68.                   |
| 24                    | Mikkel Bjerg (DEN)         | 15.                   |
| 25                    | Vegard Stake Laengen (NOR) | 69.                   |
| 26                    | Matteo Trentin (ITA)       | 10.                   |
| 27                    | Tim Wellens (BEL)          | DNF                   |

| AG2R Citroën Team ACT | AG2R Citroën Team ACT   | AG2R Citroën Team ACT |
| --------------------- | ----------------------- | --------------------- |
| #                     | Cyklist                 | Placering             |
| 31                    | Greg Van Avermaet (BEL) | 62.                   |
| 32                    | Benoît Cosnefroy (FRA)  | 16.                   |
| 33                    | Stan Dewulf (BEL)       | 48.                   |
| 34                    | Lawrence Naesen (BEL)   | DNF                   |
| 35                    | Oliver Naesen (BEL)     | 40.                   |
| 36                    | Pierre Gautherat (FRA)  | DNF                   |
| 37                    | Damien Touzé (FRA)      | 91.                   |

| Lotto Dstny LTD | Lotto Dstny LTD          | Lotto Dstny LTD |
| --------------- | ------------------------ | --------------- |
| #               | Cyklist                  | Placering       |
| 41              | Caleb Ewan (AUS)         | DNF             |
| 42              | Sébastien Grignard (BEL) | DNF             |
| 43              | Jasper De Buyst (BEL)    | DNF             |
| 44              | Arjen Livyns (BEL)       | 35.             |
| 45              | Frederik Frison (BEL)    | 34.             |
| 46              | Brent Van Moer (BEL)     | DNF             |
| 47              | Florian Vermeersch (BEL) | 12.             |

| Trek-Segafredo TFS | Trek-Segafredo TFS             | Trek-Segafredo TFS |
| ------------------ | ------------------------------ | ------------------ |
| #                  | Cyklist                        | Placering          |
| 51                 | Jasper Stuyven (BEL)           | 26.                |
| 52                 | Emīls Liepiņš (LAT) (landsväg) | 71.                |
| 53                 | Daan Hoole (NED)               | 61.                |
| 54                 | Alex Kirsch (LUX)              | DNF                |
| 55                 | Mads Pedersen (DEN)            | 3.                 |
| 56                 | Edward Theuns (BEL)            | 44.                |
| 57                 | Mathias Vacek (CZE)            | 65.                |

| Ineos Grenadiers IGD | Ineos Grenadiers IGD   | Ineos Grenadiers IGD |
| -------------------- | ---------------------- | -------------------- |
| #                    | Cyklist                | Placering            |
| 61                   | Tom Pidcock (GBR)      | 52.                  |
| 62                   | Kim Heiduk (GER)       | DNF                  |
| 63                   | Jhonatan Narváez (ECU) | 25.                  |
| 64                   | Ben Turner (GBR)       | DNF                  |
| 65                   | Luke Rowe (GBR)        | 95.                  |
| 66                   | Magnus Sheffield (USA) | 28.                  |
| 67                   | Connor Swift (GBR)     | 90.                  |

| Soudal Quick-Step SOQ | Soudal Quick-Step SOQ             | Soudal Quick-Step SOQ |
| --------------------- | --------------------------------- | --------------------- |
| #                     | Cyklist                           | Placering             |
| 71                    | Julian Alaphilippe (FRA)          | 51.                   |
| 72                    | Kasper Asgreen (DEN)              | 7.                    |
| 73                    | Davide Ballerini (ITA)            | 56.                   |
| 74                    | Tim Merlier (BEL) (landsväg)      | 43.                   |
| 75                    | Yves Lampaert (BEL)               | 41.                   |
| 76                    | Florian Sénéchal (FRA) (landsväg) | DNF                   |
| 77                    | Tim Declercq (BEL)                | DNF                   |

| Team Jayco AlUla JAY | Team Jayco AlUla JAY   | Team Jayco AlUla JAY |
| -------------------- | ---------------------- | -------------------- |
| #                    | Cyklist                | Placering            |
| 81                   | Michael Matthews (AUS) | DNF                  |
| 82                   | Luke Durbridge (AUS)   | DNF                  |
| 83                   | Luka Mezgec (SLO)      | DNF                  |
| 84                   | Kelland O'Brien (AUS)  | 72.                  |
| 85                   | Blake Quick (AUS)      | DNF                  |
| 86                   | Elmar Reinders (NED)   | 46.                  |
| 87                   | Zdeněk Štybar (CZE)    | 75.                  |

| EF Education-EasyPost EFE | EF Education-EasyPost EFE   | EF Education-EasyPost EFE |
| ------------------------- | --------------------------- | ------------------------- |
| #                         | Cyklist                     | Placering                 |
| 91                        | Julius van den Berg (NED)   | 74.                       |
| 92                        | Jens Keukeleire (BEL)       | 53.                       |
| 93                        | Owain Doull (GBR)           | 33.                       |
| 94                        | Mikkel Frølich Honoré (DEN) | 39.                       |
| 95                        | Thomas Scully (NZL)         | DNF                       |
| 96                        | Neilson Powless (USA)       | 5.                        |
| 97                        | Jonas Rutsch (GER)          | 29.                       |

| Bahrain Victorious TBV | Bahrain Victorious TBV | Bahrain Victorious TBV |
| ---------------------- | ---------------------- | ---------------------- |
| #                      | Cyklist                | Placering              |
| 101                    | Matej Mohorič (SLO)    | DNF                    |
| 102                    | Nikias Arndt (GER)     | DNF                    |
| 103                    | Kamil Gradek (POL)     | DNF                    |
| 104                    | Filip Maciejuk (POL)   | DSQ                    |
| 105                    | Andrea Pasqualon (ITA) | 36.                    |
| 106                    | Dušan Rajović (SRB)    | DNF                    |
| 107                    | Fred Wright (GBR)      | 8.                     |

| Intermarché-Circus-Wanty ICW | Intermarché-Circus-Wanty ICW | Intermarché-Circus-Wanty ICW |
| ---------------------------- | ---------------------------- | ---------------------------- |
| #                            | Cyklist                      | Placering                    |
| 111                          | Biniam Girmay (ERI)          | DNF                          |
| 112                          | Sven Erik Bystrøm (NOR)      | 31.                          |
| 113                          | Aimé De Gendt (BEL)          | DNF                          |
| 114                          | Dries De Pooter (BEL)        | 79.                          |
| 115                          | Baptiste Planckaert (BEL)    | DNF                          |
| 116                          | Laurenz Rex (BEL)            | 49.                          |
| 117                          | Taco van der Hoorn (NED)     | DNF                          |

| Team DSM DSM | Team DSM DSM              | Team DSM DSM |
| ------------ | ------------------------- | ------------ |
| #            | Cyklist                   | Placering    |
| 121          | John Degenkolb (GER)      | 19.          |
| 122          | Pavel Bittner (CZE)       | 82.          |
| 123          | Nils Eekhoff (NED)        | DNF          |
| 124          | Leon Heinschke (GER)      | DNF          |
| 125          | Alexander Edmondson (AUS) | 83.          |
| 126          | Tim Naberman (NED)        | DNF          |
| 127          | Kevin Vermaerke (USA)     | DNF          |

| Bora-Hansgrohe BOH | Bora-Hansgrohe BOH           | Bora-Hansgrohe BOH |
| ------------------ | ---------------------------- | ------------------ |
| #                  | Cyklist                      | Placering          |
| 131                | Shane Archbold (NZL)         | DNF                |
| 132                | Patrick Gamper (AUT)         | DNF                |
| 133                | Marco Haller (AUT)           | DNF                |
| 134                | Nils Politt (GER) (landsväg) | 20.                |
| 135                | Jordi Meeus (BEL)            | DNF                |
| 136                | Danny van Poppel (NED)       | DNF                |
| 137                | Jonas Koch (GER)             | 76.                |

| Astana Qazaqstan Team AST | Astana Qazaqstan Team AST        | Astana Qazaqstan Team AST |
| ------------------------- | -------------------------------- | ------------------------- |
| #                         | Cyklist                          | Placering                 |
| 141                       | Igor Chzhan (KAZ) (landsväg)     | DNF                       |
| 142                       | Yevgeniy Gidich (KAZ) (landsväg) | DNF                       |
| 143                       | Martin Laas (EST)                | DNF                       |
| 144                       | Yevgeniy Fedorov (KAZ)           | 63.                       |
| 145                       | Dmitriy Gruzdev (KAZ)            | DNF                       |
| 146                       | Nurbergen Nurlykhassym (KAZ)     | DNF                       |
| 147                       | Gleb Siritsa                     | 73.                       |

| Cofidis COF | Cofidis COF            | Cofidis COF |
| ----------- | ---------------------- | ----------- |
| #           | Cyklist                | Placering   |
| 151         | Piet Allegaert (BEL)   | 45.         |
| 152         | Wesley Kreder (NED)    | DNF         |
| 153         | Christophe Noppe (BEL) | 77.         |
| 154         | André Carvalho (POR)   | DNF         |
| 155         | Alexis Renard (FRA)    | DNF         |
| 156         | Axel Zingle (FRA)      | 38.         |
| 157         | Max Walscheid (GER)    | 55.         |

| Israel-Premier Tech IPT | Israel-Premier Tech IPT | Israel-Premier Tech IPT |
| ----------------------- | ----------------------- | ----------------------- |
| #                       | Cyklist                 | Placering               |
| 161                     | Dylan Teuns (BEL)       | 37.                     |
| 162                     | Guillaume Boivin (CAN)  | 93.                     |
| 163                     | Jens Reynders (BEL)     | DNF                     |
| 164                     | Hugo Houle (CAN)        | 66.                     |
| 165                     | Krists Neilands (LAT)   | DNF                     |
| 166                     | Tom Van Asbroeck (BEL)  | 23.                     |
| 167                     | Sep Vanmarcke (BEL)     | 24.                     |

| Q36.5 Pro Cycling Team Q36 | Q36.5 Pro Cycling Team Q36 | Q36.5 Pro Cycling Team Q36 |
| -------------------------- | -------------------------- | -------------------------- |
| #                          | Cyklist                    | Placering                  |
| 171                        | Jack Bauer (NZL)           | DNF                        |
| 172                        | Filippo Colombo (SUI)      | 50.                        |
| 173                        | Alessandro Fedeli (ITA)    | DNF                        |
| 174                        | Nicolò Parisini (ITA)      | DNF                        |
| 175                        | Kamil Małecki (POL)        | DNF                        |
| 176                        | Antonio Puppio (ITA)       | 92.                        |
| 177                        | Nickolas Zukowsky (CAN)    | DNF                        |

| Arkéa-Samsic ARK | Arkéa-Samsic ARK      | Arkéa-Samsic ARK |
| ---------------- | --------------------- | ---------------- |
| #                | Cyklist               | Placering        |
| 181              | Hugo Hofstetter (FRA) | 86.              |
| 182              | Jenthe Biermans (BEL) | DNF              |
| 183              | David Dekker (NED)    | DNF              |
| 184              | Matis Louvel (FRA)    | 27.              |
| 185              | Daniel McLay (GBR)    | 96.              |
| 186              | Mathis Le Berre (FRA) | 94.              |
| 187              | Clément Russo (FRA)   | 81.              |

| Groupama-FDJ GFC | Groupama-FDJ GFC       | Groupama-FDJ GFC |
| ---------------- | ---------------------- | ---------------- |
| #                | Cyklist                | Placering        |
| 191              | Stefan Küng (SUI)      | 6.               |
| 192              | Lewis Askey (GBR)      | 32.              |
| 193              | Kevin Geniets (LUX)    | DNF              |
| 194              | Olivier Le Gac (FRA)   | 60.              |
| 195              | Fabian Lienhard (SUI)  | 78.              |
| 196              | Valentin Madouas (FRA) | DNF              |
| 197              | Samuel Watson (GBR)    | 67.              |

| Movistar Team MOV | Movistar Team MOV         | Movistar Team MOV |
| ----------------- | ------------------------- | ----------------- |
| #                 | Cyklist                   | Placering         |
| 201               | Iván García Cortina (ESP) | 21.               |
| 202               | Juri Hollmann (GER)       | DNF               |
| 203               | Johan Jacobs (SUI)        | 88.               |
| 204               | Matteo Jorgenson (USA)    | 9.                |
| 205               | Oier Lazkano (ESP)        | DNF               |
| 206               | Iván Romeo (ESP)          | DNF               |
| 207               | Mathias Norsgaard (DEN)   | 57.               |

| TotalEnergies TEN | TotalEnergies TEN            | TotalEnergies TEN |
| ----------------- | ---------------------------- | ----------------- |
| #                 | Cyklist                      | Placering         |
| 211               | Peter Sagan (SVK) (landsväg) | DNF               |
| 212               | Edvald Boasson Hagen (NOR)   | DNF               |
| 213               | Paul Ourselin (FRA)          | DNF               |
| 214               | Thomas Bonnet (FRA)          | DNF               |
| 215               | Sandy Dujardin (FRA)         | 70.               |
| 216               | Anthony Turgis (FRA)         | 17.               |
| 217               | Dries Van Gestel (BEL)       | 22.               |

| Bingoal WB BWB | Bingoal WB BWB                 | Bingoal WB BWB |
| -------------- | ------------------------------ | -------------- |
| #              | Cyklist                        | Placering      |
| 221            | Guillaume Van Keirsbulck (BEL) | 47.            |
| 222            | Floris De Tier (BEL)           | 85.            |
| 223            | Dimitri Peyskens (BEL)         | DNF            |
| 224            | Alexis Guérin (FRA)            | DNF            |
| 225            | Julian Mertens (BEL)           | 64.            |
| 226            | Ludovic Robeet (BEL)           | DNF            |
| 227            | Luca Van Boven (BEL)           | 89.            |

| Team Flanders-Baloise TFB | Team Flanders-Baloise TFB | Team Flanders-Baloise TFB |
| ------------------------- | ------------------------- | ------------------------- |
| #                         | Cyklist                   | Placering                 |
| 231                       | Vito Braet (BEL)          | 59.                       |
| 232                       | Alex Colman (BEL)         | DNF                       |
| 233                       | Sander De Pestel (BEL)    | DNF                       |
| 234                       | Lindsay De Vylder (BEL)   | DNF                       |
| 235                       | Jenno Berckmoes (BEL)     | DNF                       |
| 236                       | Gilles De Wilde (BEL)     | DNF                       |
| 237                       | Ward Vanhoof (BEL)        | DNF                       |

| Uno-X Pro Cycling Team UXT | Uno-X Pro Cycling Team UXT            | Uno-X Pro Cycling Team UXT |
| -------------------------- | ------------------------------------- | -------------------------- |
| #                          | Cyklist                               | Placering                  |
| 241                        | Alexander Kristoff (NOR)              | 18.                        |
| 242                        | Martin Bugge Urianstad (NOR)          | DNF                        |
| 243                        | Kristoffer Halvorsen (NOR)            | DNF                        |
| 244                        | William Blume Levy (DEN)              | 84.                        |
| 245                        | Erik Nordsæter Resell (NOR)           | DNF                        |
| 246                        | Louis Bendixen (DEN)                  | DNF                        |
| 247                        | Rasmus Fossum Tiller (NOR) (landsväg) | 87.                        |

Förklaringar
DNF = Fullföljde inte, OTL = Utanför tidsgränsen, DNS = Startade inte, DSQ = Diskvalificerad